# 根府川駅列車転落事故
根府川駅列車転落事故（ねぶかわえきれっしゃてんらくじこ）は、1923年（大正12年）9月1日に発生した列車脱線事故である。
神奈川県足柄下郡片浦村（現在の小田原市）の根府川駅付近で、東京発真鶴行普通第109列車（960形蒸気機関車977牽引、ボギー客車8両）が、熱海線（現在の東海道本線）根府川駅のホームに入線しかけたところで大正関東地震によって引き起こされた地滑りによる土石流に遭遇し、根府川駅の駅舎やホームなどの構造物もろとも海側に脱線転覆して最後部の客車2両を残して全てが海中に没してしまった。
この事故に遭遇した列車の乗員乗客と根府川駅にいた乗客及び駅勤務職員のうち、112人が死亡（行方不明を含む）、13人が負傷した。事故であるとともに関東大震災に含まれる災害でもある。
根府川駅付近ではこの事故以外にも大規模な土石流が発生し、根府川地区や米神地区で多くの死者・行方不明者が出た。この列車転落事故による死者及び行方不明者のうち、発見された遺体はわずか5体にすぎなかった。大正関東地震が原因となって引き起こされた列車事故のうち、最悪の被害を出した事故である。

## 事故の経緯

### 事故の発生

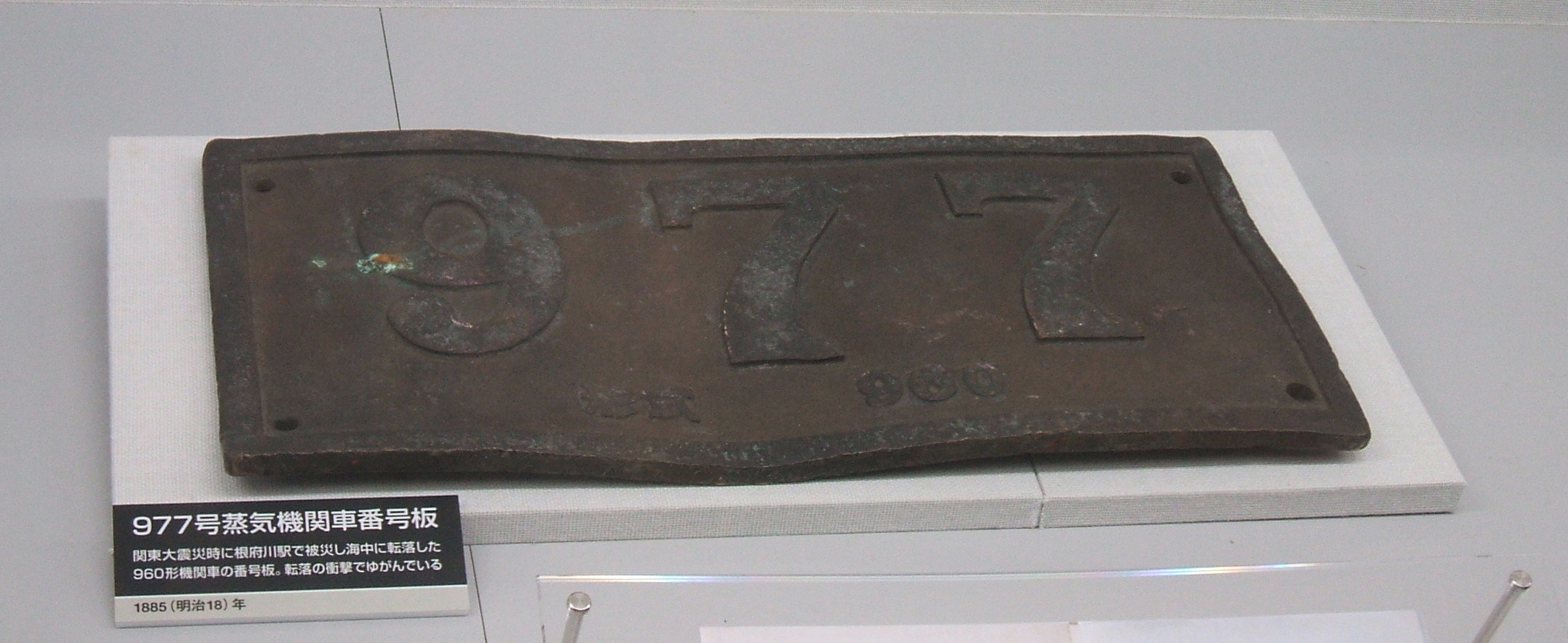
事故機関車（普通第109列車）のナンバープレート、転落の衝撃による歪みが見て取れる

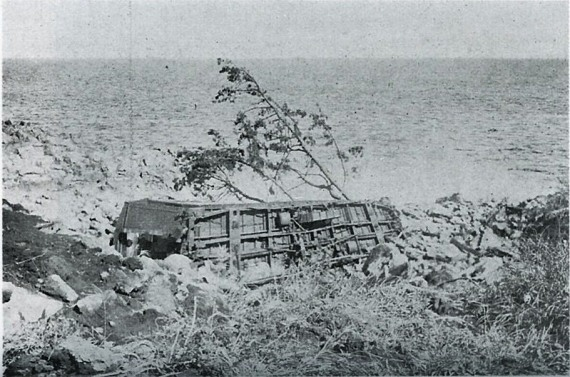
海に向かって客車を撮影。手前の車両奥に、最初の写真に写る車両の屋根が見える。角度から見て、最初の写真より熱海よりで撮ったと考えられる。

東海道本線は、明治時代末期から昭和初期にかけては国府津駅から箱根の外輪山を迂回する「函嶺越え」のルートをとって沼津へと抜ける現在の御殿場線が本線であった。現在根府川駅を通っている東海道本線に該当する部分は当時は「熱海線」と呼ばれていて、1922年（大正11年）12月21日には真鶴駅まで延伸開業していた。
9月1日午前9時5分、真鶴行の普通第109列車（960形蒸気機関車牽引、ボギー客車8両）は、定刻通りに東京駅を発車した。新橋駅、品川駅、横浜駅、保土ケ谷駅、戸塚駅の順に停車し、10時15分に大船駅に到着した。大船駅では9時30分に東京駅を発車した特急第1列車（下関行）の通過待ちをし、10時27分に発車した。第109列車は国府津駅、小田原駅にも定時に発着した。
熱海線の線路は、早川駅を過ぎると相模湾沿いのルートを取り、絶壁の上を通っていた。第109列車は根府川駅で東京方面に向かう上りの第116列車と交換を行うことになっていたが、普段なら先にホームに入線しているはずの第116列車の姿は見当たらなかった。第109列車は列車の3分の1が根府川駅ホームに入線しかかったところで、激しい揺れに襲われた。第109列車の機関手はとっさに非常ブレーキをかけ、後部車両にいた車掌も客車のブレーキをかけたが、牽引機関車も客車も海側に脱線転覆した。根府川駅の裏山が崩れ、第109列車は駅舎やホーム、2基の給水塔などの駅の構造物もろとも土石流に巻き込まれて約45メートルの高さから駅の下方にある小さな岬を挟むような状態で相模湾に向けて落下し始め、最後部の客車2両を海岸に残してわずか数分の間に海中へと没してしまった。駅舎があった場所には、その南端に線路の車止めのみが残され、海面には駅長官舎の屋根だけが浮いている状況となっていた。
第109列車の機関手と前部車掌、後部車掌は海中に投げ出されたが流木にすがって海岸にたどりつき、打撲傷を負いながらも助かった。乗務見習の車掌は転落時に即死し、機関助手は行方不明となった。根府川駅の次の駅である真鶴駅から第120列車（13時33分発）に乗務するために第109列車に便乗していた前部車掌と後部車掌の2名も、負傷はしたものの助かっている。
根府川駅にいた職員と旅客約20名も土石流に押し流されてしまった。根府川駅長は非番のため妻と一緒に官舎にいたが、海まで滑り落ちたものの2人とも助かった。早川駅から来ていた予備助役や根府川駅の出札掛、受付駅手、炭水夫などがホームとともに海中に没したり、給水所などで職場を守りつつも殉職したりして、死者（行方不明者を含む）112人（うち職員の死者・行方不明者合計7名）、重軽傷者13名という人的被害数を記録した。なお、この事故による死者及び行方不明者のうち、遺体が発見された人はわずか5人にすぎなかった。
この事故で助かったのは、海岸に這い上がることのできた約30名と、たまたま海上を通りかかった発動機船によって助け上げられた13名だけだった。海岸で職員や乗客たちは、早川駅から救援に駆けつけた駅長や駅員たちの救護を受けている。生存者たちは、駅舎を襲った土石流から生還した根府川駅長夫妻とここで合流した。第109列車の前部車掌は、乗客の1人（国府津でミカン商を営んでいた）に生存者の氏名の聞き取りを依頼した。その乗客は依頼を承諾して人々の姓名を聞きまわり、国府津駅長に知らせるために一足早く海岸を出発した。
助かった職員5人は、負傷しながらもこの事故について報告するため、乗客数名を伴ってその日の16時頃に根府川から小田原へと出発した。線路の距離にすると4.4キロメートルの道のりも路盤が崩れているために歩きにくく、2時間をかけて2.5キロメートルほど歩いて18時頃に早川の手前にある石橋地区に到着した。ここで村民からの炊き出しを受けて休憩を取り、第109列車の機関手と第120列車の後部車掌は乗客1名とともに夜間に出発し、余震の続く夜道を歩きぬいて早川までたどり着いた。残る3人の職員と乗客たちは石橋地区で一泊した後、翌朝8時に早川に到着している。

### 根府川・米神地区の惨状
根府川駅の南側を流れる白糸川でも、本震の4分半後に起きた余震（マグニチュード7.3）が原因となって大規模な土石流が発生した。土石流の発生地点については、災害発生の3年後にまとめられた『神奈川県下の大震災と警察』という資料が箱根連峰古期外輪山の聖岳（標高837メートル）説を記述したのを始めとしていくつかの説がある。現地の地形や土の粒度分布などの資料を検討すると、発生地点として有力とされるのは、白糸川の上流4キロメートルのところにある箱根連峰外輪山の1つ、大洞山（おおぼらやま）である。このときの土石流は時速にして50キロメートル近くの速さで、わずか5分ほどの間に海まで到達している。
厚さ3メートル以上にも及ぶ土石流は白糸川の谷を流れ下り、根府川地区の民家を呑み込んで200人以上の人命が失われ、そのほとんどは白糸川河口付近に住んでいた人々であった。震源に近い根府川地区では、本震の約5分後に津波が押し寄せたため、人々は土石流と津波に挟み打ちされたような状態だった。たまたま海岸で遊泳中だった根府川地区の子供たちも遭難し、少なくとも20名が死亡または行方不明となった。
土石流は白糸川にかかっていた鉄橋（橋脚の高さは基礎を含めて22メートルあった）をも襲い、コンクリート製の橋台や隣り合わせになっていた橋脚まで押し流し、橋台や橋脚は行方が分からなくなってしまった。当時の白糸川河口は入り江になっていたため、船の停泊地として使用されていた。しかし、土石流が運んだ土砂などが入り江を埋め尽くして陸地と化したため、その後松林となっている。なお、根府川地区に近い米神地区でも大規模な土石流が発生し、50人以上の死者・行方不明者を記録した他、熱海線の石橋鉄橋が落ちるなどの被害が出た。

### その他の列車事故

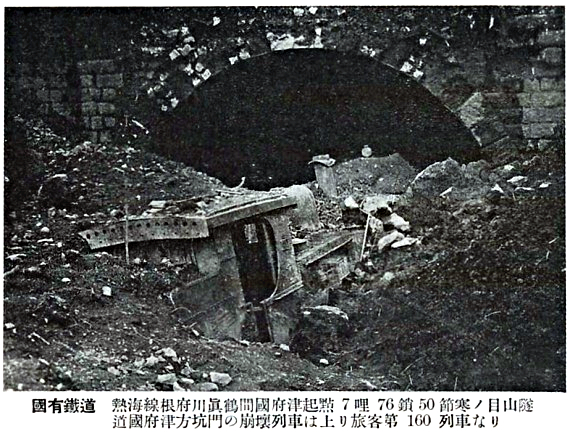
寒ノ目山トンネルで埋没した上り第116列車の牽引機関車

事故に遭った第109列車と根府川駅で交換予定だった東京行上り第116列車（960形蒸気機関車979牽引）は、定刻より1分遅れで運行していた。真鶴駅を11時48分に発車した後、4つのトンネルを抜けて最後の寒ノ目山トンネル（全長約360メートル）を通過中に地震が発生した。たまたまトンネル出口から先頭の機関車が出ようとしたところで土砂崩れに遭遇して機関車が埋没してしまい、乗員2人が死亡し3人の乗客が負傷した。生き残りの職員たちは真鶴側に乗客を誘導して脱出を試みたが、トンネルを出る際に再度の土砂崩れに遭遇して職員2名（もしくは4名）、乗客若干名（2名とも）が不明となり、1年後に職員4名、乗客2名の遺体が発見されたという。犠牲者は出たものの、職員たちのこのときの行動は鉄道省から高く評価されて後に1人が最高額の金100円、2人が金70円の功績賞を授与されている。第116列車は、定時より遅れて運行していたことによって、第109列車と同様の事態に遭遇することを免れた。第116列車の機関車は、後に発掘されて1924年（大正13年）9月10日に湯河原まで回送されている。その後に真鶴工場で修理され、乗客の死者は出なかったため、「幸福の列車」として生存した乗務員を乗せ、熱海線全線運行再開の試運転に使われる事となった。
大正関東地震を原因とする列車事故は、熱海線の他にも東海道本線、横浜線、横須賀線、中央本線、東北本線、山手線、総武本線、常磐線、房総線(現在の外房線・内房線)などで発生した。旅客列車8、貨物列車17が脱線・転覆などの事故で焼失または破損し、焼失した車両は機関車46、客車424、電車40、貨車923の計1432両、破損した車両数は機関車60、客車62、貨車281の計403両で、焼失と破損を合計して1898両に上った。なお、死傷者の出た事故は次に挙げるものが記録されている。（第109列車と第116列車は除く）
1. 東海道本線 大船 第605貨物列車 - 職員1名即死
2. 東海道本線 藤沢-辻堂 第403貨物列車 - 33哩付近で機関車1両、客車1両、貨車18両脱線転覆。職員1名重傷後死亡。
3. 東海道本線 平塚-大磯 第74列車 - 42哩5鎖付近で機関車及び客車6両が左側築堤下に転落大破。旅客8名即死、職員1名・旅客44名負傷。
4. 横須賀線 逗子-田浦 第514列車 - 第3号隧道内において客車2両脱線。旅客3名即死、旅客6名負傷うち1名後刻死亡。
5. 常磐線 東信号所[注釈 11] 第814列車 - 機関車及び客車8両脱線又は傾斜。旅客1名即死、旅客55名負傷うち8名後刻死亡。

なお、大船駅で第109列車を追い抜いて先行していた特急第1列車は静岡県駿東郡深良村（1956年（昭和31年）9月30日に裾野町と合併し、1971年（昭和46年）1月1日に裾野市となる）の岩波信号場付近で激しい揺れに襲われたが、被害は特になかった。信号場での待機指示を受けて3時間34分にわたって停車し、進路の被害状況（特に黄瀬川橋梁の安全）を確かめながらまずは沼津駅まで進むことに決まった。沼津駅には3時間50分の延着となったがここにもしばらく停車し、17時24分に下関に向けて発車した。通常の時刻表では沼津12時20分着、12時26分発のため、約5時間の遅れが出ていた。この特急第1列車が、関東大震災発生後に西へと向かった最初の列車であった。

### 交通の回復
関東大震災は、人命はもとより鉄道・港湾や日本の経済に至るまでの甚大な被害であった。路線が分断されたために、それまで鉄道を利用していた物流は、海路に頼るか中央本線、篠ノ井線、信越線、高崎線を使って迂回するかの方法で代替せざるを得なくなった。9月4日に運輸局船舶課長が視察した結果、臨時連絡の西部地点を静岡県の清水港と定め、東部地点を芝浦とした。9月6日からは関釜連絡航路に使われていた高麗丸と景福丸の2隻を回航して清水港と芝浦沖間で就航させた。9月28日からは東京-横浜間の鉄道運転再開によって、艀による煩雑さを防止するために芝浦沖から横浜港に航路を変更した。東海道本線については、被害の大きかった東京・御殿場間を10区画に分け、日本全国の鉄道局・保線事務所・建設事務所からの応援を要請、それに加えて鉄道連隊の協力も得て復旧作業が進められた。大半の区間は9月21日頃までに復旧できたものの、ほぼ全壊した茅ヶ崎・平塚間の馬入川橋梁と複数のトンネルが崩壊した山北・谷峨信号場（後に移転して駅に昇格）間の復旧工事は途中で大雨による相模川や酒匂川の増水もあって難航を極めた。このため、両区間は当面の間は単線運行とした上で、10月28日に全面的に復旧開通している。全通当日は西に向かう一番最初の特急列車となった午前7時15分発の東京駅発下関駅行特急列車（安全を期すため、しばらくの間急行運転として速度も落として代わりに出発時間も震災前より1時間半早めることになった）に乗ろうとする人々で東京駅は早朝から大混雑となり、後から来た岡野敬次郎文部大臣が切符を買えずに途方に暮れていたところを見かねた東京駅の吉田十一駅長が展望席の隅を空けて岡野を乗せたという逸話が伝えられている（『東京日日新聞』10月28日付夕刊）。東海道線の全区間で複線運転が再開されるのは、馬入川橋梁の工事が完了した1924年（大正13年）8月15日のことになる。
熱海線については、東海道本線に比べて復旧が大幅に遅れた。建設費抑制のためにトンネル掘削を避けて海岸沿いの絶壁を削ってレールを敷設したが、その絶壁が各所で崩落して線路が使用不能になってしまった。国府津から早川までは9月11日に着工し、国府津-小田原までが10月15日に工事完了して旅客列車8往復を同区間で運行し、早川までの工事は11月15日に完了した。早川から先の区間は主要な線でないために後回しとされ、早川-根府川間は12月28日に着工して翌年7月1日完成し、早川どまりだった旅客列車4往復の運行が根府川まで延長された。根府川-真鶴間は5月1日着工して土石流で破壊された白糸川鉄橋を徒歩連絡で10月1日開業、白糸川鉄橋が完成して全線開通となったのが1925年（大正14年）3月12日で、大震災発生後1年半以上を要している。なお、震災以前から続けられてきた真鶴から先の延長工事も復旧工事と同時並行の形で進められており、全線開通からわずか13日後の3月25日には、熱海駅まで延長開業している。

### その後

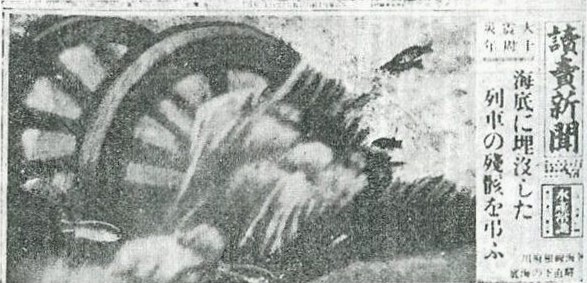
海底に沈んだ車輪の周りを泳ぐ魚
（読売新聞1933年8月28日付）

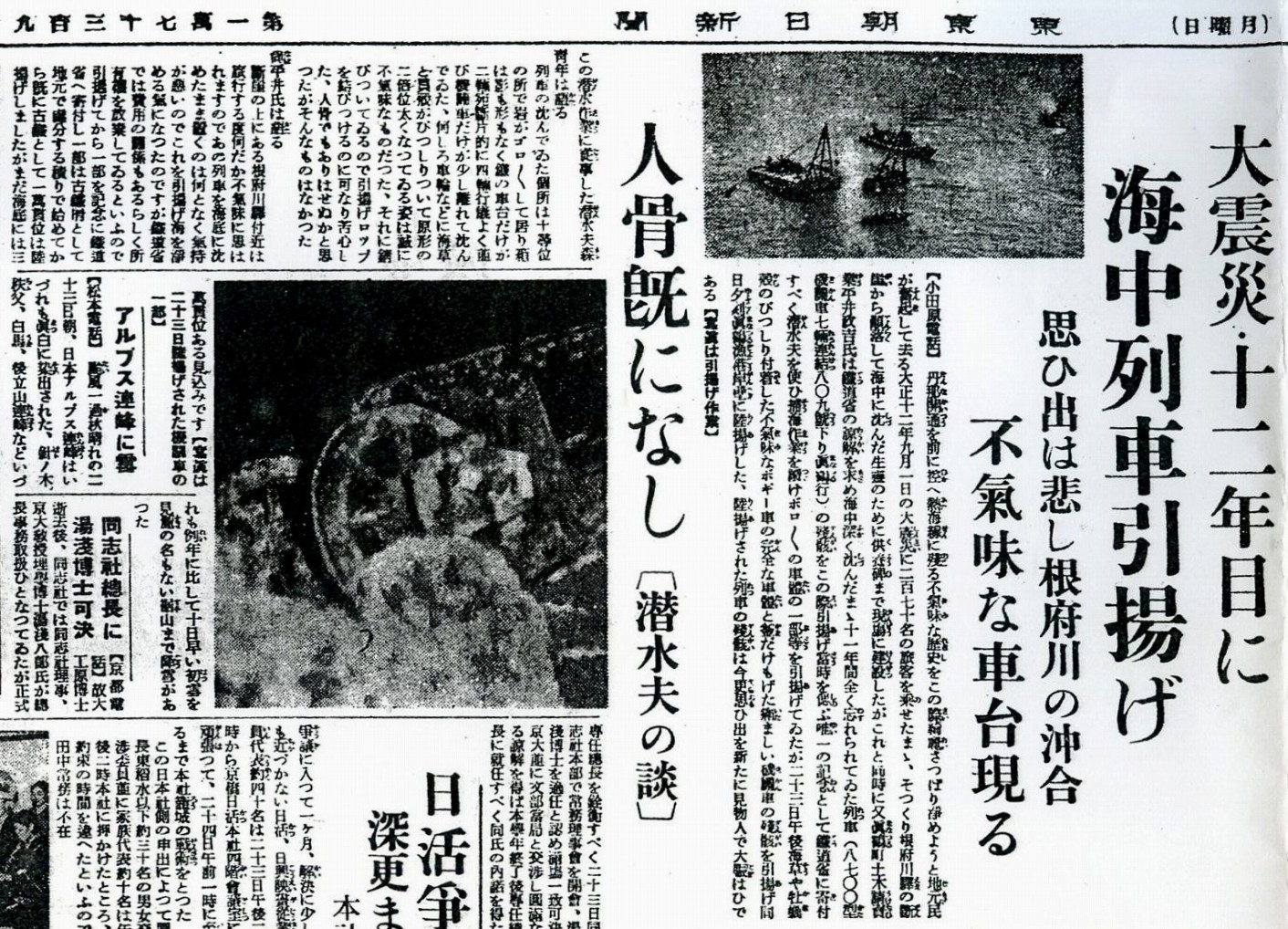
海中に沈んだ列車の引き揚げ作業を報じる東京朝日新聞（1934年9月24日朝刊11面）

1932年（昭和7年）、鉄道省は海中に没した機関車の所有権を放棄した。海中の機関車の姿は大震災10周年の1933年（昭和8年）8月に読売新聞社が初めて撮影に成功し、真鶴町の業者により事故から11年後の1934年（昭和9年）9月23日に海中から引き揚げられた。事故後10年以上が経過していて人骨は発見されなかった。業者は引き揚げた機関車の一部を鉄道省に寄付し、大部分を古鉄として再資源化するとした。鉄道省はナンバープレートは是非発見して欲しいと督励したがこの時は見つからず、3年後の1937年（昭和12年）1月に偶然発見された。鉄道博物館（後の交通博物館）で牡蠣の殻が大量に付着したバキュームホースと機関車のナンバープレート「977」（960形蒸気機関車）が展示された。その後バキュームホースは所在不明となったが、ナンバープレートは交通博物館から鉄道博物館に引き継がれて展示されている。

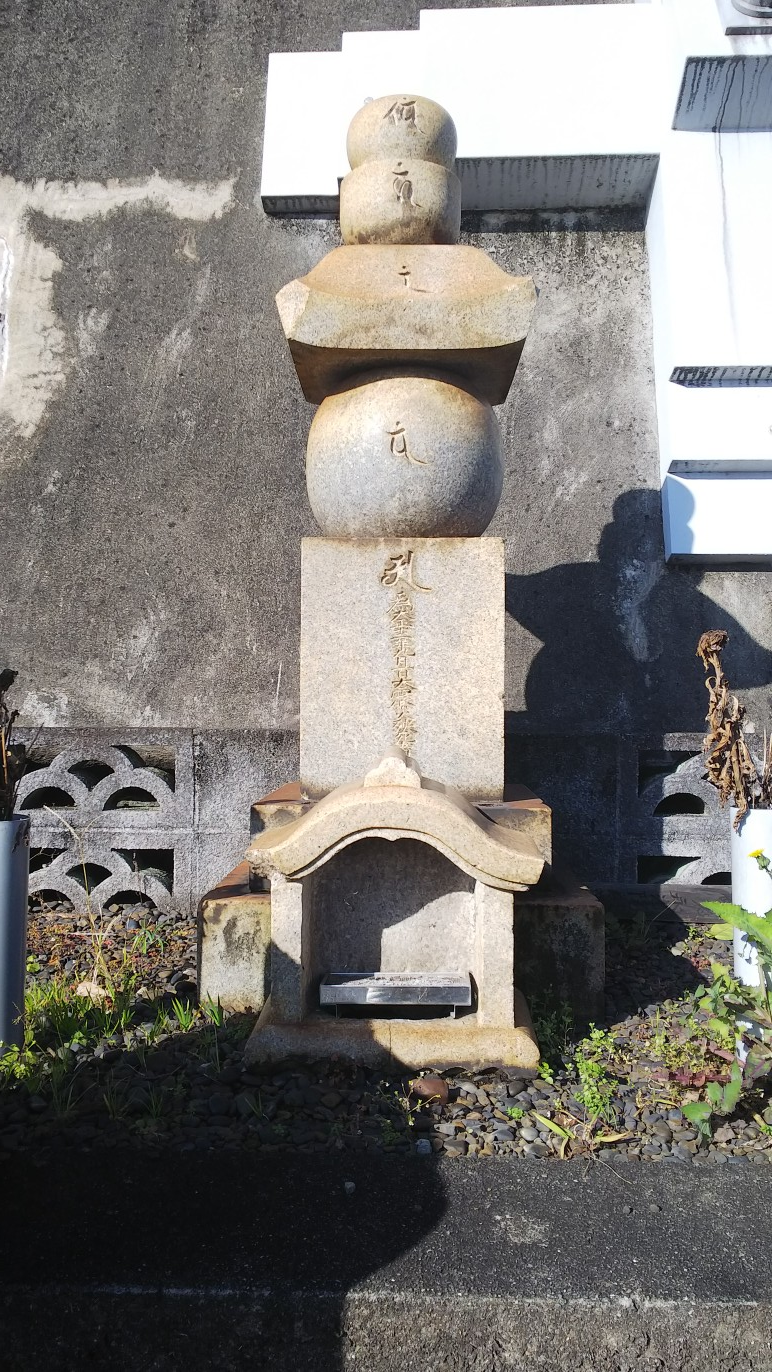
岡野喜太郎が建立した五輪塔（2018年12月8日）

この事故については、慰霊碑が建立されたのは民間人（遺族）によるものは1932年（昭和7年）、鉄道関係者によるものは1973年（昭和48年）になってからのことであった。民間人の建てた碑は、根府川駅から少し離れて東海道線のガードをくぐった路傍の海が見える場所の五輪塔である。正面には「為大正十二年九月一日大震災殃死者菩提」、左側面には「昭和七年十一月一日 施主 岡野喜太郎」と刻まれている。この碑を建立した岡野喜太郎（1864年5月9日 - 1965年6月6日）は静岡県鷹根村青野出身の実業家で、根方銀行（後のスルガ銀行）などの創業者であった。岡野は沼津の自宅から国府津経由で湯河原温泉に湯治に向かった病み上がりの三女と付き添いの妻をこの事故で一度に失っていた。2人の遭難が確実になると、岡野の長男は消防団の協力を得て3頭の馬に食料を積んで湯河原まで出て捜索を行った。三女の遺体は真鶴の海岸で見つかり、妻の遺体も事故現場近くで発見されて、9月23日に鷹根村青野の妙泉寺で供養が執り行われた。この年の6月に新しい神奈川県道が完成したため、岡野は海の見えるこの場所を慰霊碑の建立場所に選んだ。

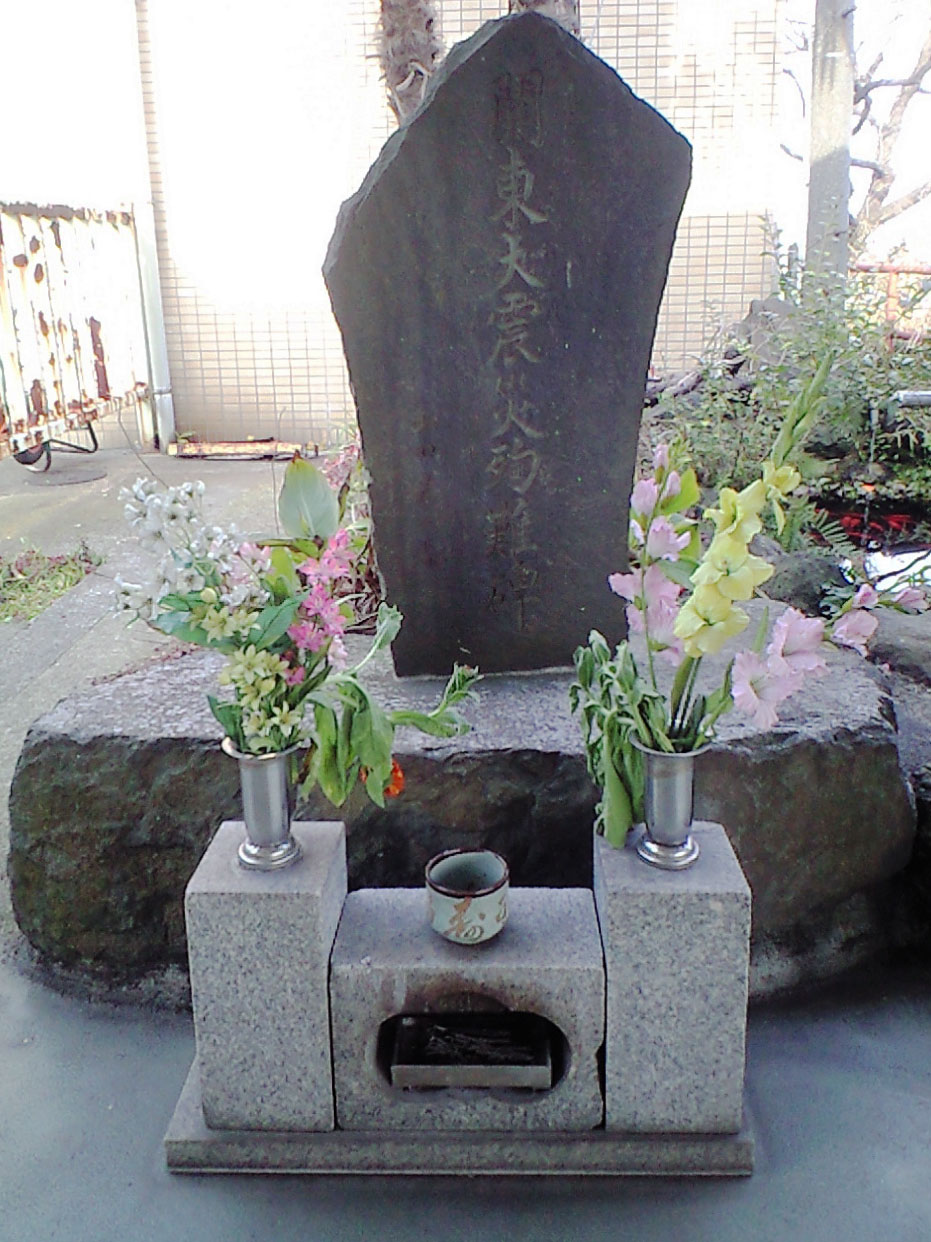
根府川駅改札口横の関東大震災殉難碑（2008年2月2日）

鉄道関係者による慰霊碑は、1973年（昭和48年）に根府川駅の改札口横に建立された。この碑には「関東大震災殉難碑」と刻まれ、裏面に「昭和四拾八年九月壱日 根府川駅職員一同」の碑銘がある。
第109列車とともに相模湾に沈んだ根府川駅の構造物は、ダイバーや水中カメラが海底に残るプラットホームの残骸や突き刺さったレールなどを確認している。プラットホームの残骸4つは、最大水深15メートルの地点に残されている。